# Корадо Корлевич
Корадо Корлевич (хорв. Korado Korlević; нар. 19 вересня 1958) — хорватський астроном, першовідкривач комет та астероїдів, який працює у Вішнянській обсерваторії. У період 1995 по 2001 рік їм було відкрито загалом 1286 астероїдів, з яких 131 астероїд він виявив спільно з іншими хорватськими астрономами. Крім цього, він є першовідкривачем двох короткоперіодичних комет: 183P/Корлевича — Юрича та 203P/Корлевича.

## Біографія
Корлевич почав активно вивчати астрономію під час навчання в коледжі в Пулі, де став відвідувати місцеві аматорські астрономічні товариства. У 1981 році він отримав кваліфікацію бакалавра педагогічного факультету в Рієці. До кінця 1980-х років він став одним із засновників школи югославської астрономії, пізніше відомої як Вишнянська астрономічна школа.

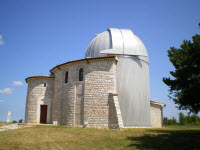
Обсерваторія Тічан

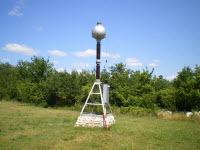
Шуман-антена

У рамках цієї школи Корадо Корлевич зміг здобути серйозний досвід у спостереженні метеорів та астероїдів. Пізніше взяв участь у створенні Міжнародної метеорної організації, що займається спостереженням за метеорними потоками. Брав участь у першій Міжнародній Тунгуській експедиції. Після цієї експедиції він розпочав роботу із заміни головного телескопа Вішнянської обсерваторії, який сильно постраждав під час Боснійської війни. Зокрема, телескоп був направлений у Сараєво, щоб допомогти захисникам під час облоги міста. Після кількох років роботи разом із групою друзів йому вдалося встановити новий телескоп і в 1995 році на ньому почалися перші спостереження, які дуже скоро дозволили зробити справжній прорив у хорватській астрономії, що виражався у відкритті великої кількості астероїдів.
Команда Корлевича побудувала ще одну астрономічну обсерваторію за 3 км від Тічана, де було продовжено спостереження навколоземних об'єктів. Там була побудована найбільша у світі Шуман-антена для дослідження впливу метеорів на іоносферу.
Корадо Корлевич був редактором астрономічного журналу «Небесні світила» (хорв. Nebeske krijesnice) і автором багатьох часто цитованих астрономічних статей, особливо в області малих планет.
Окрім наукової роботи, він займається викладанням астрономії.

## Членство в організаціях
- Міжнародна метеорна організація
- Spaceguard[en]
- Планетарне товариство
- Тихоокеанське астрономічне товариство
- Європейська рада великих здібностей[en]
- Національне географічне товариство
- Хорватське ентомологічне товариство
- Lions Clubs International

## Нагороди
- Приз міста Пореча «Сан Мауро» — «за досягнення в галузі освіти».
- Одному з астероїдів було надано ім'я 10201 Корадо[3] «на честь людини, що відкрила його, за астрономічний і соціальний внесок».
- Премія Едгара Вілсона 1999 року — «за відкриття комети».
- Премія Едгара Вілсона 2000 року — «за відкриття комети».
- Премія Івана Філіповича у 2002 році — від Хорватського Міністерства освіти.